# دنفیق، قنا
دنفیق (به عربی: دنفيق)، روستایی از توابع نقاده در استان قنا و کشور مصر است.

## جمعیت
براساس سرشماری سال ۲۰۰۶ مصر، جمعیت آن ۱۷۶۳۸ نفر(۸۵۲۱ مرد و ۹۱۱۷  زن) بوده‌است.